# 东便门 (北京)
39°54′06″N 116°26′07″E / 39.9017°N 116.4353°E

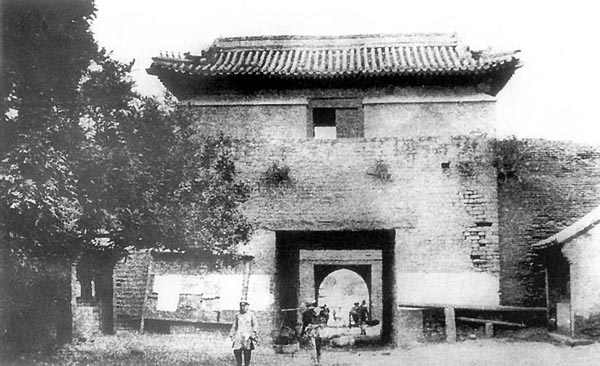
1921年的东便门城楼

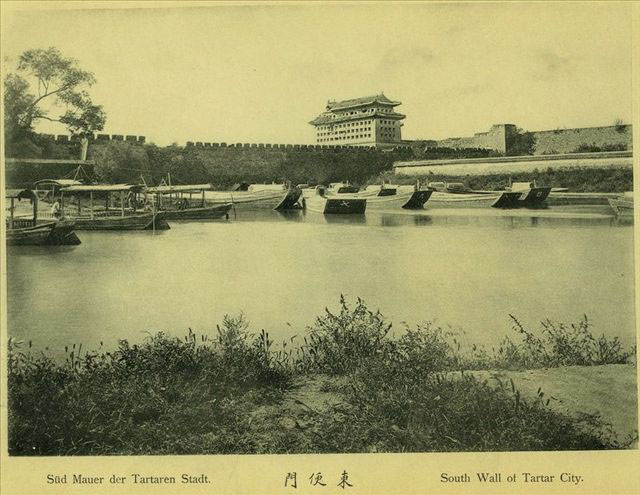
1900年的东便门外（远处箭楼为内城东南角楼，左边为外城城墙，右边较高的为内城城墙，前方河道为护城河）

东便门，北京外城七门之一，位于外城东北角。外城七门是指：东便门、西便门、左安门、右安门、广安门、广渠门和永定门。
在北京話中，「內九外七皇城四」共20個城門裏僅西便門與東便門的末尾可加兒化音。

## 建造

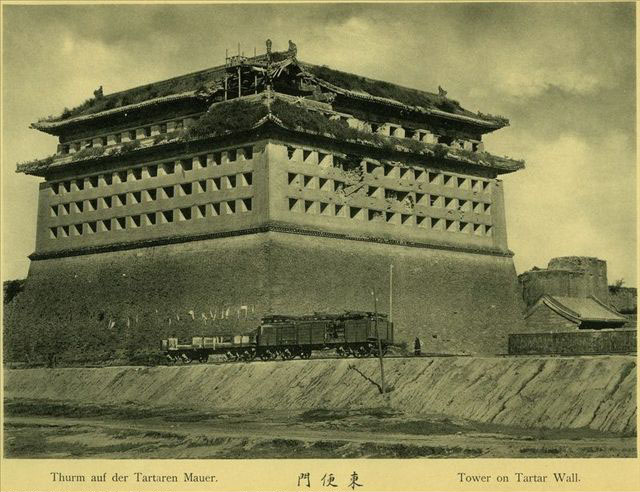
1900年东便门内附近的内城东南角箭楼

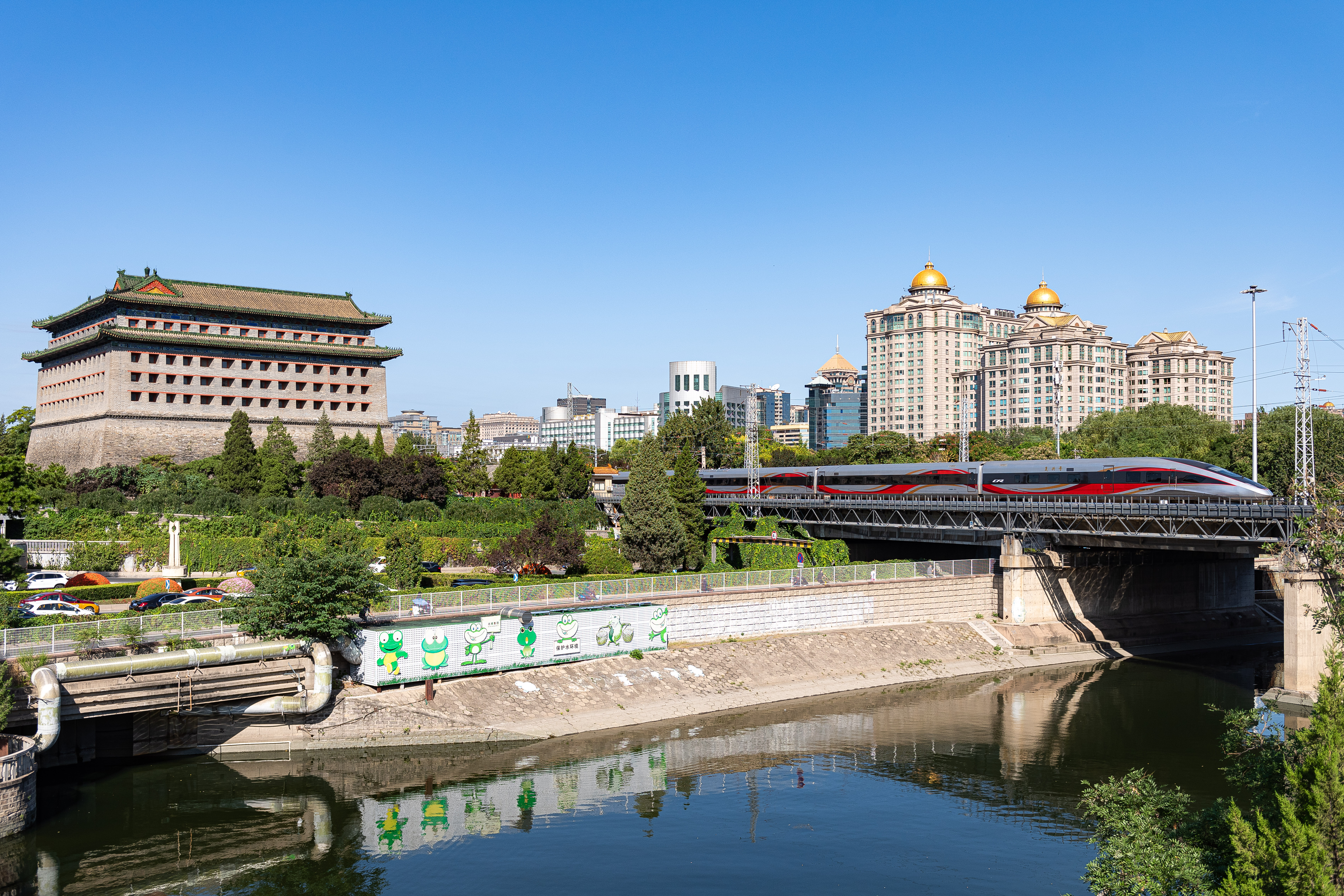
2021年的东便门铁路桥与内城东南角楼（原东便门附近）

嘉靖时修筑外城，财力不足，因此在此处将内城东南角楼包入，留一临时性城门作为出入通道，故未命名，及至建成10年后才命名为东便门。

## 规制
城楼规制与左安门等城门相似，但更为窄小，面阔只有11.2米，进深为5.5米，城楼连城台通高12.2米。东便门城门下没有辟券门，而是设置过木式方门。箭楼 为乾隆时添建，设箭孔两层，北面每层4孔，东西每层2孔。

## 拆除
东便门瓮城、箭楼于1930年代失修拆除，城楼于1958年修建北京火车站时拆除。